# Candela Bugnon
Candela Bugnon (* 5. Dezember 1997) ist eine argentinische Tennisspielerin.

## Karriere
Bugnon spielt überwiegend auf der ITF Women’s World Tennis Tour, wo sie bislang zwei Titel im Doppel gewonnen hat.

## Turniersiege

### Doppel
| Nr. | Datum              | Turnier      | Kategorie | Belag | Partnerin        | Finalgegnerinnen                         | Ergebnis         |
| --- | ------------------ | ------------ | --------- | ----- | ---------------- | ---------------------------------------- | ---------------- |
| 1.  | 21. September 2019 | Buenos Aires | ITF W15   | Sand  | Guillermina Naya | María Lourdes Carlé Julieta Lara Estable | 2:6, 6:1, [10:8] |
| 2.  | 12. Oktober 2019   | Buenos Aires | ITF W15   | Sand  | Guillermina Naya | Eugenia Ganga Sofía Luini                | 7:64, 6:4        |